# Thory Bernhards
Thory Gunhild Elisabet Bernhards (tidigare Landgren), född 12 oktober 1920 i Örebro södra församling som Tora Gunhild Elisabet Berglind, död 6 maj 2014 i Helsingborg, var en svensk sångerska. Hon hade stora schlagerframgångar kring 1900-talets mitt. Hennes far hette Thure Bernhard, därav artistnamnet Bernhards.

## Biografi
Efter skolan började Bernhards arbeta på en skofabrik och ägnade fritiden åt sången. Som 20-åring blev hon medlem i Hulakvartetten - tre flickor som sjöng hawaiimusik. Hon engagerades av kapellmästaren Leon Landgren och turnerade runt hela Sverige. Hon skivdebuterade redan 1941 med "Stormy Weather" och fick sitt stora genombrott 1949 med "Nidälven" men förknippas nog främst med "Vildandens sång" från 1951. Hennes folkparks- och krogframträdanden med Landgren i mer än dussinet år hade viss karaktär av revy och där ingick länge artister som Georg Adelly och Sune Melker kring henne.
Thory Bernhards var under 1950-talet en mycket efterfrågad artist med en rad skivsuccéer som "Famnen full utav solsken", "Mjölnarens Iréne", "Höst i en park i Paris", "Fiskarflickans sång", "Ann-Caroline", "På Roine strand", "En sliten grimma", "Flickan, jägaren och priset" och "Månskenskyssen". Framgångarna var så stora att skivbolaget inte hann pressa skivor i önskad takt. 
Efter en svacka under de sista åren av 1950-talet, då karriären självklart begränsats av att hon hade två späda barn, gjorde hon comeback 1961 med sångerna "Sjöman" och "En gång ska vi åter mötas", som nådde en andraplacering på branschtidningen Show Business lista över mest sålda skivor i Sverige. Därtill blev hon det året enligt tidningens årssammanställning Sveriges näst bäst sålda svenska artist slagen blott av Little Gerhard. Samma år fick hon också motta en diamantskiva för totalt över en miljon sålda skivor, något som ingen annan svensk artist dittills uppnått. Sommaren 1962 fick hon en stor hit via Radio Nord med Stikkan Andersons sång "Jag längtar hem". Men vid 1970-talets början, då radiomusiken ändrat karaktär och delvis politiserats, var Thory Bernhards mindre aktuell och det var tio år för tidigt att räkna henne till begreppet nostalgi. 
Thory Bernhards framträdde på senare år ofta tillsammans med sin sambo Jo-Jo Johansson. De gjorde omfattande turnéer på landsorten, men syntes under 1980–1990-talen ofta i TV i bland annat Nygammalt och olika kaféprogram, i Vaxkabinettet och Allsång på Skansen. Den unge pianisten Erik Lihm vårdade hennes äldre succéer men kunde i någon mån också modernisera hennes repertoar - hon hade i tidens mest sedda program Nygammalt sjungit exempelvis hans tonsättning av Sören Skarbacks "Den irländska våren" i tidsenlig balladstil. Hon medverkade också vid dansbandsgalor, inspirerad inte minst av Lihm som blev en förgrundsfigur i genren, och i radiosammanhang. Under 1980-talet gjorde hon turnéer med Harry Brandelius, Eric Öst, Ebbe Jularbo, Bertil Boo och Jo-Jo under namnet "Good Old Gubbs med Thory". I mitten av 1990-talet sjöng hon signaturmelodin i filmen Bert – den siste oskulden.
Sina sista framträdanden gjorde Thory Bernhards under en turné i USA 2000. Då hade hennes sambo avlidit och hon flyttade till Helsingborg. 

### Privatliv
Thory Bernhards var först gift 1949–1955 med Leon Landgren (1910–1983), med vilken hon fick två söner, och levde sedan i många år från 1955 med musikern och kapellmästaren John "Jo-Jo" Johansson (1926–1996), med vilken hon fick två söner och en dotter.
I en eldsvåda förlorade Bernhards alla skivor, fotoalbum, ett stort antal klippalbum samt beundrarbrev, gamla kontrakt, dagböcker, programblad och kuriosa. I hennes ägo återstod knappt ett spår av en av Sveriges mest framgångsrika schlagerkarriärer.

## Kända sånger i urval
- "Nidälven" 1949
- "På Roines strand"
- "Såpbubblor" 1950
- "Solsken var timma på dygnet" 1950
- "Vildandens sång" 1951
- "Guldbruna ögon" 1951
- "En sliten grimma"
- "Mjölnarens Iréne" 1953
- "Ann-Caroline" 1955
- "Famnen full utav solsken" 1954
- "Fiskarflickans sång" 1957
- "Skogvaktarens Lisa" 1958
- "Lazzarella" 1958
- "Sjöman" 1960
- "En gång skall vi åter mötas" 1961
- "Jag längtar hem" 1962
- "Gondoli Gondola" 1962
- "I min lilla värld av blommor" 1962
- "Farmareflickan" 1963"
- "Sjömannen och stjärnan" 1964
- "Nu är det kyssdags igen" 1965
- "När det snöar över Amsterdam" 1968
- "Amandus" 1981
- "Kärlek genom åren" 1989
- "Ladoga" 1994
- "Kom ta min hand" 1995 (ledmotivet ur Bert-den siste oskulden)

## Teater

### Roller
| År   | Roll        | Produktion                                                      | Regi           | Teater        |
| ---- | ----------- | --------------------------------------------------------------- | -------------- | ------------- |
| 1946 | Medverkande | Den ridderliga flugan, revy Stig Bergendorff och Gösta Bernhard | Gösta Terserus | Casinoteatern |